# Ruimtevaart van A tot Z
ABL Space Systems -
Ablatie -
Able-ruimtesonde -
Aditya-L1 -
ADM-Aeolus -
Andøya Space -
Alpha -
Administrator of NASA -
Aérocentre -
Aerojet Rocketdyne -
AeroSpace and Defence Industries Association of Europe -
Aerospace Valley -
Aérospatiale-Matra -
Aerozine 50 -
Agentschap van de Europese Unie voor het ruimtevaartprogramma -
Agenzia Spaziale Italiana -
Airborne Science Program -
Airbus Defence and Space Netherlands -
Airbus Group -
Akatsuki -
AKARI -
Albert Einstein (ruimtevaartuig) -
Albert II -
Australian Space Agency -
Buzz Aldrin -
Alliant Techsystems -
Alpha (draagraket) -
Alpha Magnetic Spectrometer - 
Alphasat -
Ames Research Center -
AMPTE -
Andøya Spaceport -
Angara (raketfamilie) -
Ansari X Prize -
Antisatellietwapen - 
AO-27 -
Apollo CSM -
Apollo LM -
Apollo 1, 4, 5, 6, 7, 8, 9, 10, 11, 12, 13 (film), 14, 15, 16, 17 -
Apolloprogramma -
Apollo-Sojoez-testproject -
Aquarius -
Ares I, V, I-X -
Argotec -
Ariane (raketfamilie), 1, 2, 3, 4, 5, 6 -
ArianeGroup -
Arianespace -
Neil Armstrong -
Arrow 3 -
Artemis (satelliet) -
Artemisprogramma, I, II, III -
Asteroïde Inslag Missie -
Astra (ruimtevaartbedrijf) -
Astrium -
ASTRO-H -
Astronaut -
Astronomische Nederlandse Satelliet -
ATHENA -
Atlas (raketfamilie) -
Atlas V -
ATS-6 - 
Aurora -
Automated Transfer Vehicle - 
Axiom Mission 1, 2, 3 -
Axiom Space -
Axiom Station -
Azur

## B
Baan -
Ballistische vlucht -
Beidou -
Pavel Beljajev - 
Belka en Strelka -
Bemande ruimtevaart naar Mars -
BepiColombo -
BeppoSax -
Bharatiya Antariksh Station -
Big Bird -
Binnenkomst in de atmosfeer -
BIRA -
Blue Ghost -
Blue Marble -
Blue Moon -
Blue Origin -
Boeran -
Boeing -
Boeing Starliner -
Boe-CFT -
Boe-OFT -
Boe-OFT 2 -
Wernher von Braun -
Brennschluss -
Brik-II -
Valeri Bykovski -
Karel Jan Bossart -
Bemande ruimtevaart -
Beresjiet

## C
Canopée -
Cape Canaveral Air Force Station, 1, 2, 5, 11, 14, 16, 17, 20, 34, 37, 40, 41 - Cape Canaveral Space Force Station Lanceercomplex 15 - Cape Canaveral Space Force Station Landing Zones 1 en 2 -
Cape Canaveral Space Force Museum -
CAPSTONE -
Scott Carpenter -
Caribbean Spaceport -
Cassini-Huygens -
Centaur -
Centre Spatial Guyanais -
Cervantes-missie -
Chandra X-Ray Observatory -
Chandrayaan-1, 2, 3 -
CHAMP - 
Chang'e 1, 2, 3, 4, 5, 6 -
Chariot -
Chinees Maanverkenningsprogramma -
China Aerospace Science and Technology Corporation (CASC) -
Cité de l'espace -
ClearSpace -
Cluster-satellieten -
CNES -
CNSA -
Michael Collins -
Columbus (ISS-module) -
Colossus (programma) -
Comité voor het vreedzaam gebruik van de ruimte -
Commercial Crew -
Commercial Lunar Payload Services -
Commercial Resupply Services -
Communicatiesatelliet -
Complottheorieën rond de Apollo-maanlanding -
Compton Gamma Ray Observatory -
Constellationprogramma -
Copernicus programma -
Gordon Cooper -
CORONA -
Corot -
Cos-B -
Cosmic Vision -
Cosmic Background Explorer -
COSPAR-ID -
Crawler-transporter -
CryoSat -
CSTS -
CubeSat -
Cupola -
Cygnus

## D
Dag van de Kosmonauten -
DAMPE -
Darwin -
DASA -
Dawn -
Dawn Aerospace -
Frank De Winne -
Deep Impact -
Deep Space 1, 2 -
Deep Space Network -
Delta (raketfamilie), II, IV - 
Delta-missie -
Deputy Administrator of NASA -
Discoveryprogramma -
DLR -
Georgi Dobrovolski -
Tim Dodd -
Double Star -
D-Orbit -
DOS-2 -
Draagraket -
DRACO-programma -
Dragon 2 -
Dragonfly -
Dream Chaser -
Drukcabine

## E
Eastern Range -
Earthrise - 
EAC -
Echo I -
EchoStar-7 -
Edoardo Amaldi -
Einstein Observatory -
Europa Clipper -
EGNOS -
ELDO -
Ekran -
Electron -
Elektromagnetische katapult -
EDRS -
Energia -
Envisat -
EPOXI -
Eris (draagraket) -
EROS -
Esrange -
Euclides -
European Spaceflight -
ESTRACK -
Europa (raket) -
ERA -
Europees astronautenkorps -
Europese Remote-Sensing Satellieten -
ESA -
Europese servicemodule (ESM) -
ESOC -
ESRIN -
ESRO -
ESSA-weersatellieten -
ESTEC -
Etlaq Spaceport -
EUMETSAT -
Euro Space Center -
EUSC -
Evolved Expendable Launch Vehicle-programma -
ExoMars -
Exosat -
Exploration Flight Test 1 -
Explorer 1 -
E.Deorbit

## F
Falcon (raketfamilie), 1, 9, Heavy -
Fallen Astronaut - 
Fe, Fi, Fo, Fum en Phooey -
FAI - 
Konstantin Feoktistov -
Fermi Gamma-ray Space Telescope -
Firefly Aerospace -
Formatievlucht -
Fram2 -
Freedom (ruimtestation) -
Dirk Frimout -
Fusieraket -
F-1

## G
Gaganyaan -
Joeri Gagarin -
Galileo -
Gaia -
GALEX -
Gammaflits -
Galileo -
Gaofen -
Geely Future Mobility Constellation -
GCOS -
GDSCC -
Gemini 1, 2, 3, 4, 5, 6A, 7,  8, 9A, 10, 11, 12 -
Geminiprogramma -
Genesis -
GEOS 2 -
Geostationaire baan -
Gewichtloosheid -
Gilmour Space Technologies -
Giotto -
GIOVE -
G-kracht -
John Glenn -
Glenn Research Center -
GLONASS -
Graphite Epoxy Motor -
GOCE -
GRAIL - 
Robert Goddard -
Goddard Space Flight Center -
Zvjozdny gorodok -
Great Observatories-programma -
Global positioning system (GPS) -
GRACE -
Great Observatories-programma -
Gromov-instituut voor luchtvaartonderzoek -
Grondstation Raisting -
Google Lunar X Prize -
Virgil Grissom

## H
Claudie Haigneré - 
Hakucho -
Hakuto-R-missie 1, missie 2 -
HALCA -
Ham -
Harmony -
Haven-1 -
Hayabusa, 2 -
Heat 1X Tycho Brahe -
Heliosynchrone baan - 
Helios-sondes -
Hera -
Hermes -
Herschel -
H-II Transfer Vehicle -
H-IIA -
H-III -
Hinode -
Hipparcos -
Hitteschild -
Hopper -
Hoppervlucht -
Hot Bird -
Hubble -
Huygens -
Hypergool

## I
IKONOS - 
Indian Space Research Organisation -
Ingenuity -
InSight -
Inspiration4 -
Instituut voor Ruimtefysica -
Integrate-Transfer-Launch complex -
International Lunar Research Station (ILRS) -
International Space Station -
Intelsat I -
Intrepid Sea, Air & Space Museum -
Intuitive Machines -
Ionenmotor -
IRAS -
Iridium -
IRIS² -
Isar Aerospace - 
ISEE 3 -
ISO -
ispace -
ISS-Expeditie 1, 2, 3, 4, 5, 6, 7, 8, 9, 10, 11, 12, 13, 14, 15, 16, 17, 18, 19, 20, 21, 22, 23, 24, 25, 26, 27, 28, 29, 30, 31, 32, 33, 34, 35, 36, 37, 38, 39, 40, 41, 42, 43, 44, 45, 46, 47, 48, 49, 50, 51, 52, 53, 54, 55, 56, 57, 58, 59, 60, 61, 62, 63, 64, 65, 66, 67, 68, 69, 70, 71, 72, 73 -
IUE -
It Grutte Ear

## J
Mary Jackson -
JAXA -
Japanse Experimentmodule -
Japanse Maanverkenningsprogramma -
Boris Jegorov -
Jetpack -
JPL -
JSC -
JUICE - 
Jules Verne -
Juno -
Jupiter-C

## K
Kapoestin Jar -
Kármánlijn -
Kennedy Space Center - 
Kennedy Space Center Lanceercomplex 39, 48 -
KEO -
Johannes Kepler -
Kepler Space Observatory -
Donald J. Kessler -
Kesslersyndroom -
Kirari -
Vladimir Komarov -
Kolonisatie van Ceres -
Kolonisatie van Mars -
Kongsberg Satellite Services -
Sergej Koroljov -
Kosmisch stof -
Kosmodroom Bajkonoer -
Kosmodroom Plesetsk -
Kosmodroom Svobodny -
Kosmodroom Vostotsjny -
Kosmonautentrainingscentrum Joeri Gagarin -
Kosmos, 60, 96, 110, 111, 300, 305, 419, 557, 954, 1402, 2251 -
Kuiper Systems -
André Kuipers -
Kunstmaan -
Kyokko

## L
LADEE -
Lagrangepunt -
Landsat, 1, 5, 7 - 
Lange Mars -
Laika -
Lanceerbasis - 
Lanceerbasis Jiuquan -
Lanceervenster -
Lander -
LaRC -
Latitude (bedrijf) -
Launch and Landing Facility -
Launch escape test -
LCROSS - 
Aleksei Leonov - 
Lichtzeil -
LignoSat -
Lijian-1 -
Lijst van Aardobservatiesatellieten, Astronauten op de Maan, Bemande expedities naar het ruimtestation Tiangong, Draagraketten, Bemande ruimtevluchten, Expedities naar het Internationaal ruimtestation, Lanceringen van Falcon 9 en Falcon Heavy, Geannuleerde Constellation-missies, Ruimtevluchten naar het Internationaal ruimtestation, Expedities naar Mir, Ongevallen en incidenten met ruimtevaartuigen, Ruimtevaarders, Satellieten voor röntgenastronomie, Vrouwelijke ruimtevaarders, Nederlandse ruimtevaarders, Ruimtevluchten naar Jupiter, Ruimtevluchten naar de Maan, Ruimtevluchten naar de Zon, Ruimtevluchten naar Mars, Ruimtevluchten naar kometen, planetoïden en/of dwergplaneten, Ruimtevluchten naar Saturnus, Ruimtevluchten naar Venus -
LISA Pathfinder -
Living With a Star -
Lockheed Martin -
Loena 1, 2, 3, 4, 5, 6, 7, 8, 9, 10, 11, 12, 13, 14, 15, 16, 17, 18, 19, 20, 21, 22, 23, 24, 25 -
Loenaprogramma -
Loenochod -
Luchtsluis -
Lunar Lander Challenge - 
Lunar Orbital Platform-Gateway -
Lunar Orbiter 1, 2, 3, 4, 5 -
Lunar Orbiterprogramma -
Lunar Precursor Robotic Program -
Lunar Prospector -
Lunar Reconnaissance Orbiter -
Lunar Terrain Vehicle -
Lynx -
LYRA

## M
Maanlander -
Maanverdrag -
Maanwagen (Apolloprogramma) -
Magellan -
Joeri Malentsjenko -
Mangalyaan -
Manned Maneuvering Unit -
Max q -
Marinerprogramma -
Mariner 1, 2, 3, 4, 5, 6, 7, 8, 9, 10 -
Mars Climate Orbiter -
Mars Exploration Rover -
Mars Express -
Mars Global Surveyor -
Mars One -
Mars Observer -
2001 Mars Odyssey -
Mars Pathfinder -
Mars Polar Lander -
Mars Reconnaissance Orbiter -
Mars Science Laboratory -
Mars Society -
Mars 1, 2, 3, 4, 5, 6, 7 -
Mars 1969A -
Mars 2020 -
Marsnik 1 -
Marsnik 2 -
Martin Marietta -
MAVEN -
Meertrapsraket -
Mercury -
Mercury MR-3, MR-4, MA-6, MA-7, MA-8, MA-9 -
Merlin 1 -
MESSENGER - 
Meteor 1-1 -
Meteosat -
Microgolf Anisotropie Sonde -
Mid-Atlantic Regional Spaceport -
Minotaur -
Mir, 2 -
Missies en projecten van de Europese Ruimtevaartorganisatie (ESA) -
MODIS -
Mohammed VI -
Mojave Air and Space Port -
Molnija 1-1 -
Moon Express -
Multipurpose Laboratory Module -
Multi-Purpose Logistics Module

## N
Naro-1 -
NASA -
NASA Astronautengroep 2, 3, 4, 5, 6, 7, 8, 9, 10, 11, 12, 13, 14, 15, 16, 17, 18, 19, 20, 21, 22, 23 - 
NASA Clean Air Study -
NASASpaceflight -
NASA Visible Earth -
NASA X-38 -
National Security Space Launch-programma -
Nationaal Lucht- en Ruimtevaartlaboratorium -
Nationaal Ruimtevaart Museum -
NEAR Shoemaker -
Near Space Network -
Nedelinramp -
NERVA -
Netherlands Space Office (NSO) -
Neutron (draagraket) -
New Glenn -
New Frontiers-programma -
New Horizons - 
New Shepard -
NewSpace -
NICER -
Andrian Nikolajev -
Nimbus 1 -
NIVR -
Nederlandse Vereniging voor Ruimtevaart -
NK-33 -
Nodal Module -
NORAD -
North American X-15 -
Northrop Grumman -
Northrop Grumman Innovation Systems -
Northrop Grumman Space Systems -
Nova-C -
Nozomi -
Nucleaire voortstuwing -
Nuttige lading -
N1

## O
Observatiesatelliet -
Wubbo Ockels -
OFO 1 -
OHB SE -
OK-GLI -
OmegA -
Omid -
ONERA -
Ontsnappingsraket - 
Ontwikkeling van SpaceX Starship en Super Heavy -
Opals -
Opportunity (MER) -
Orbex -
Orbital Sciences Corporation -
Orbiter -
Orion (ruimteschip) -
Ongeluk met SpaceX-vlucht CRS-7 -
Ongeluk met SpaceX-vlucht Amos-6 -
ONERA -
Orbiter Processing Facility -
Orbiter Vehicle Designation -
OSIRIS-REx - 
OTRAG -
Ozone monitoring instrument

## P
Pacific Spaceport Complex-Alaska -
Paraboolvlucht -
Parker Solar Probe -
Patrick Space Force Base -
Pavlo Popovytsj -
Viktor Patsajev -
Pegasus (raket) -
Peregrine (maanlander) -
Perseverance -
Philae -
Phobos 1, 2 -
Phobos-Grunt -
Phoenix -
Picard -
William Hayward Pickering -
Pioneerprogramma, 0, 1, 4, 9, 10, 11, E, H, P-1, Gouden plaat, Venus 1, Venus 2 -
Planck Observatory -
PLATO -
PLD Space -
Polar Satellite Launch Vehicle -
Polaire satellietbaan -
Port Canaveral -
PROBA, 2, 3, V - 
Progress, 1 -
Project Daedalus -
Project dearMoon -
Project Kuiper -
Project Longshot -
Project Orion -
Project Prometheus -
Project West Ford -
Proton -
Psyche -
Ptitsjka

## Q
Quasi-Zenith -
QuickBird

## R
R7 (raket) - 
Radian Aerospace -
RadioAstron -
Radio Astronomy Explorer B -
Raket -
Raketnokosmitsjeskaja Korporatsija Energia -
Ramp met ruimteveer Challenger -
Ramp met ruimteveer Columbia -
Ranger 1, 2, 3, 4, 5, 6, 7, 8, 9 -
Rangerprogramma -
RCA-SATCOM 4 -
RD-107, RD-170, RD-180 -
RapidEye - 
Raptor -
Redwire Space NV -
Relativity Space -
Relay -
Remraket - 
Rocket Factory Augsburg -
RFA One -
Robotarm -
Rocket Lab -
Rocket Lab Launch Complex 1 -
Roger Chaffee -
Rokot -
ROSAT -
Rosetta -
Roskosmos -
Rover -
RS1 -
RS-25 -
RS-68 -
RUAG -
Ruimtecapsule -
Ruimtedok -
Ruimtekolonisatie -
Ruimtelift -
Ruimtemacht -
Ruimteonderzoek -
Ruimteoorlog -
Ruimtepak -
Ruimteschroot -
Ruimtesonde -
Ruimtestation -
Ruimtetelescoop -
Ruimtetoerisme -
Ruimtetoilet -
Ruimtevaarder -
Ruimtevaart -
Ruimtevaartcentrum -
Ruimteveer -
Ruimteverdrag -
Ruimtevaarders (lijst) -
Ruimtevaarttijdperk -
Ruimtevaartuig -
Ruimtevaart naar Mars -
Ruimtewedloop -
Ruimtewandeling - 
Russische ruimtevaart

## S
SAFER -
Sakigake -
Saljoetprogramma, 1, 2, 3, 4, 5, 6, 7 -
San Marco-platform -
Satellietconstellatie -
Satellietfoto -
Satellietontvanger -
Satellietradio -
Satelliettelevisie -
Satish Dhawan Space Centre -
Saturnus I, IB, V -
SaxaVord Spaceport -
Wally Schirra -
Scaled Composites -
Scaled Composites Stratolaunch -
Schiaparelli EDM lander -
Schotelantenne -
SCORE -
Sea Launch -
Seasat -
SELENE -
Sentinel-1, 1B, 1C, 2, 3 -
Shenlong (ruimteveer) -
Shenzhouprogramma, Shenzhou (ruimtecapsule), Shenzhou 5, 6, 7, 8, 9, 10, 11, 12, 13, 14, 15, 16, 17, 18, 19, 20 -
Alan Shepard -
Shuttle Carrier Aircraft -
Shuttle Radar Topography Mission -
Sich 2 -
Sierra Space -
Skylab -
Skylon -
Skyrora -
SLIM (maanlander) -
Sloshsat-FLEVO -
SMART-1 -
SMOS -
SOHO -
Sojoez (raket) -
Sojoez (ruimtecapsule), Sojoez 1, 2,  3, 4, 5, 6, 7, 8, 9, 10, 11, 12, 13, 14, 15, 16, 17, 18, 18A, 19, 20, 21, 22, 23, 24, 25, 26, 27, 28, 29, 30, 31, 32, 33, 34, 35, 36, 37, 38, 39, 40, MS-01, MS-02, MS-03, MS-04, MS-05, MS-06, MS-07, MS-08, MS-09, MS-10, MS-11, MS-12, MS-13, MS-14, MS-15, MS-16, MS-17, MS-18, MS-19, MS-20, MS-21, MS-22, MS-23, MS-24, MS-25, MS-26, MS27, T1, T2, T3, T4, T5, T6, T7, T8, T9, T-10-1, T-10, T-11, T-12, T-13, T-14, T-15, TM-1, TM-2, TM-3, TM-4, TM-5, TM-6, TM-7, TM-8, TM-9, TM-10, TM-11, TM-12, TM-13, TM-14, TM-15, TM-16, TM-17, TM-18, TM-19, TM-20, TM-21, TM-22, TM-23, TM-24, TM-25, TM-26, TM-27, TM-28, TM-29, TM-30, TM-31, TM-32, TM-33, TM-34, TMA-1, TMA-01M, TMA-2, TMA-02M, TMA-3, TMA-03M, TMA-4, TMA-04M, TMA-5, TMA-05M, TMA-6, TMA-06M,  TMA-7, TMA-07M, TMA-8, TMA-08M, TMA-9, TMA-09M, TMA-10, TMA-10M, TMA-11, TMA-11M, TMA-12, TMA-12M, TMA-13, TMA-13M, TMA-14, TMA-14M, TMA-15, TMA-15M, TMA-16, TMA-16M, TMA-17, TMA-17M, TMA-18, TMA-18M, TMA-19, TMA-19M, TMA-20, TMA-20M, TMA-21, TMA-22 - 
Solar Dynamics Observatory -
Solar Orbiter -
Sondeerraket -
Spacelab -
SpaceNews -
Space Center Houston -
Space Coast -
Space Expo -
Space Launch Delta 45 -
Space Launch System -
Space Rider -
SpaceRISE -
Spaceport America - 
Spaceport Florida Lanceercomplex 36, 46 -
Spaceport Sweden -
SpaceShipOne -
SpaceShipTwo -
Spaceshuttleprogramma, Atlantis, Challenger, Columbia, Endeavour, Enterprise, Pathfinder -
Space Systems Command -
SpaceX -
SpaceX Axiom Space-1 -
SpaceX Crew-1, 2, 3, 4, 5, 6, 7, 8, 9, 10 -
SpaceX Dragon -
SpaceX Dragon (eerste generatie) -
SPDM -
Spectrum (draagraket) - 
Spionagesatelliet -
Spirit (MER) -
Spitzer Space Telescope -
Spoetnik, 1, 2, 3, 4, 6, 7, 24, 25 -
Spoetnikcrisis -
SPOT -
SpX-DM1, DM2 -
SSA -
SSC Space US -
SSLV -
Starbase -
Stardust -
Starlink -
Starship (SpaceX) -
STEREO -
Stoke Space -
Stratolaunch -
Strategic Defense Initiative -
STS 1, 1V/62-A, 2, 3, 4, 5, 6, 7, 8, 9, 31, 32, 36, 37, 39, 3xx, 40, 41, 41-B, 41-C, 41-D, 41-G, 42, 43, 44, 45, 46, 47, 48, 49, 50, 51, 52, 54, 55, 56, 57, 58, 59, 51-A, 51-C, 51-D, 51-B, 51-G, 51-F, 51-I, 51-J, 51-L, 61, 61-A, 61-B,              
61-C, 61-E, 61-F, 61-G, 61-H, 61-K, 61-L, 61-M, 62, 63, 64, 65, 66, 67, 68, 69, 70, 71, 71-B, 72, 73, 74, 75, 76, 77, 78, 79, 80, 81, 81-M, 82, 82-B, 83, 84, 85, 86, 87, 88, 89, 90, 91, 92, 93, 94, 95, 96, 97, 98, 99, 100, 101, 102, 103, 104, 105, 106, 107, 108, 109, 110, 111, 112, 113, 114, 115, 116, 117, 118, 119, 120, 121, 122, 123, 124, 125, 126, 127, 128, 129, 130, 131, 132, 133, 134, 135, 144 -
Stuwstraalbesturing -
Suborbitale ruimtevlucht -
Suisei -
SuitSat -
SUNSAT -
Surveyorprogramma -
Surveyor 1, 2, 3, 4, 5, 6, 7 -
Sutherland Spaceport -
Suzaku -
SWAP -
Swift -
Syncom -
Synthetische apertuurradar

## T
TACOMSAT -
Tanegashima Space Center -
Teledesic -
Telesat - 
Telstar -
Terran 1, Terran R -
Terrestrial Planet Finder -
TESS-ruimtetelescoop -
Valentina Teresjkova -
TerraSAR-X -
Thales Alenia Space - 
The Exploration Company (TEC) -
THEMIS -
Thermo-elektrische radio-isotopengenerator -
Tiangong ruimtestation -
Tiangongprogramma, Tiangong 1, 2 -
Tianzhou -
Tijdlijn van de ruimtevaart 1895-1959, 1960-1962, 1963-1969, 1970-1979, 1980-1999, 2000-2009 -
2010-2019 -
2020-heden -
TIROS, 1 -
Tianwen-1 - 
Titan III -
Titan IV -
Titan (raketfamilie) -
German Titov -
Thuraya -
TPF -
TOPEX/Poseidon -
Traagheidsnavigatie -
Transit
Konstantin Tsiolkovski -
Boris Tsjertok

## U
UARS -
Uchinoura Space Center -
Ulysses (ruimtesonde) -
United Launch Alliance -
United States Space Force -
UNOSAT -
Ursa Major Technologies -
USA 193 -

## V
V-2 -
Vanallengordels -
Van Allen Probes -
Vandenberg Space Force Base -
Vandenberg Space Force Base Lanceercomplex 2, 3, 6 -
Vandenberg Space Force Base Space Launch and Landing Complex 4 -
Vanguard -
Vanguard 1, 2, 3 - 
Vastebrandstof hulpraket -
Dorothy Vaughan -
Vector Launch - 
Vega - Vega C -
Vega 1 -
Vehicle Assembly Building -
Vela -
Venera 1, 2, 3, 4, 5, 6, 7, 8, 9, 10, 11, 12, 13, 15, Veneraprogramma -
Venturi Astrolab inc. -
Venus Express -
Jules Verne -
Marinus Vertregt -
Virgin Galactic -
Virgin Orbit -
Viking 1, 2 -
Vikingprogramma -
Vloeibarebrandstof hulpraket -
Vloeibarebrandstofmotor -
Vladislav Volkov -
Volgschotel -
Vomit Comet -
Voschod 1, 2 -
Voschodprogramma -
Vostok 1, 2, 3, 4, 5, 6 -
Vostokprogramma -
Voyager 1, 2 -
Voyager Golden Record -
Voyagerprogramma -
VTOL -
Vulcain (raketmotor) -
Vulcan (raket)

## W
WAAS - 
James Webb -
James Webb-ruimtetelescoop (JWST) -
Weersatelliet -
WISE -
WMAP -
WorldView-3

## X
X-11 -
X-12 -
X-15 -
X-17 - 
X-20 -
X-23 -
X-30 -
X-34 -
X-37B -
X-38 -
XCOR Aerospace -
XMM-Newton -
XRISM

## Y
Yang Liwei -
John Young

## Z
Zelfvernietiging -
Zhurong -
Zondprogramma, Zond 1, 2, 3, 5 -
Zwaartekracht -
Zwaartekrachtsslinger